# Јежештица
Јежештица је насељено мјесто у општини Братунац, Република Српска, БиХ. Према попису становништва из 2013. године, у насељу је живјело 343 становника.

## Географија
Село се простире на великом простору, али је густина насељености мала. Састављено је од више засеока Кајићи, Ђокићи, Кевићи, Ђермани, Ранковићи, Радукићи, Поткуњице, Блажевићи, Ђукановићи и други мањи засеоци. Кроз село целом дужином протиче речица, на којој се налази стара воденица која је за време рата уништена, али је захваљујући једном мештанину села Миладиновић Драгомиру, обновљена и даље служи сврси, односно и даље меље жита. Обухвата подручје од 946 хектара.

## Историја
Почетком 90-их година 20. века, бројало је 503 становника. Село је током распада Југославије и рата у БиХ сравњено са земљом. Уништили и спалили су га припадници муслиманских снага, предвођени Насером Орићем. Јежештицу су два пута напале муслиманске снаге. Први пут у зору 8. августа 1992, када је је убијено 9 српских цивила, а насеље спаљено, а други пут на Божић 7. јануара 1993. године.
| „                                        | Јаке муслиманске снаге су у зору 8. августа 1992. године опколиле ово небрањено српско село. Сви цивили који нису успели да побегну убијени су на најсвирепији начин. Све куће у селу су опљачкане, запаљене и разорене. | ” |
| — ТАНЈУГ, РТС, Политика, 8. август 2009. | |   |

Највеће страдање село је доживело на Божић 7. јануара 1993. године. У том походу убијено је више десетина цивила, док су сви остали протерани. Према тврдњама Ибрана Мустафића (посланик СДА у Сребреници 1990), које је изнио пред Хашким трибуналом и у својој књизи, након напада Насера Орића на Јежештицу је сазнао да је „и Кемо са Пала носио по Сребреници неку одсечену главу и плашио људе“ (стр. 187). У нападима муслиманских снага лета 1992. и зиме 1993. страдало је 56 Срба, а свих 110 кућа је опљачкано, разорено и спаљено.

## Споменик
Савјет мјесне заједнице је 2012. покренуо иницијативу за изградњу спомен-обиљежја за 56 Срба убијених 1992. и 1993. године.

## Становништво
| Националност       | 2013. | 1991. | 1981. | 1971. | 1961. |
| Срби               | 343   | 502   | 424   | 443   | 451   |
| Југословени        |       |       | 55    |       |       |
| Хрвати             |       | 1     |       |       |       |
| остали и непознато |       | 1     |       |       |       |
| Укупно             | 343   | 504   | 479   | 443   | 451   |

| Демографија | Демографија | Демографија |
| Година      | Становника  | Становника  |
| ----------- | ----------- | ----------- |
| 1948.       | 300         |             |
| 1953.       | 352         |             |
| 1961.       | 451         |             |
| 1971.       | 443         |             |
| 1981.       | 479         |             |
| 1991.       | 504         |             |
| 2013.       | 343         |             |